# 古拉勒烏盧伊鄉
45°43′39″N 23°58′19″E / 45.72750°N 23.97194°E
古拉勒烏盧伊鄉（羅馬尼亞語：Comuna Gura Râului, Sibiu），是羅馬尼亞的鄉份，位於該國中部，由錫比烏縣負責管轄，面積100平方公里，海拔高度524米，2007年人口3,641，人口密度每平方公里36人。